# Certificat d'hérédité

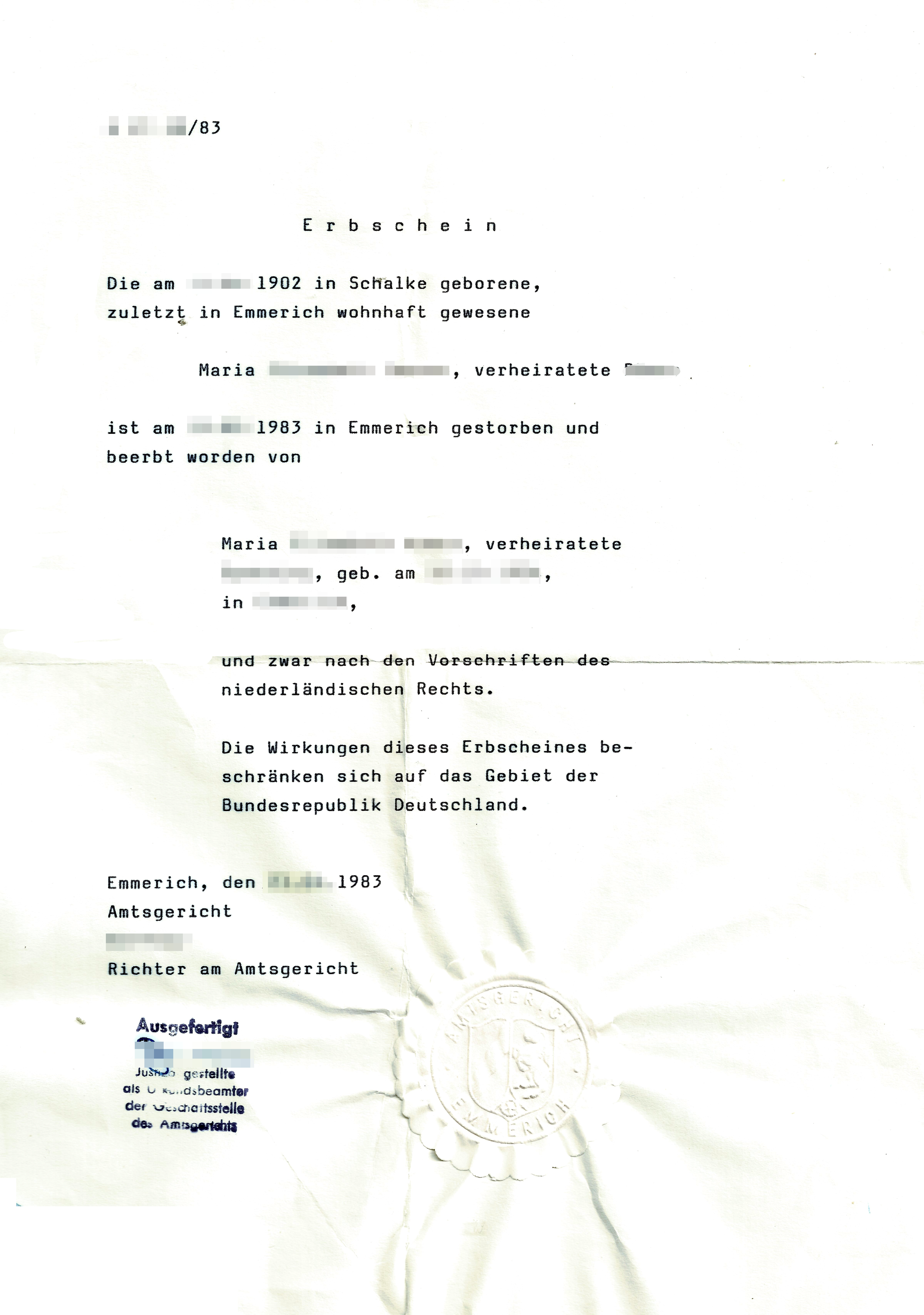
Certificat d'hérédité d'origine Allemande, datant de 1983.

En droit successoral français, un certificat d'hérédité est un document permettant dans les successions les plus simples (sans bien immobilier) dévolues en ligne directe d'établir la qualité d'héritier et d'obtenir le paiement des sommes versées par le défunt sur un livret de caisse d'épargne, sur un compte postal ou bancaire, le versement d'une pension de retraite.
Jusqu'au premier semestre 2015, il était possible de l'obtenir en mairie, et jusqu'en décembre 2007, dans les tribunaux d'instance. Ces institutions ne délivrent plus ce document aujourd'hui.
En cas de succession inférieure à 5 000 euros, les héritiers (conjointe ou conjoint survivant, ascendants ou descendants directs, frères et sœurs…) peuvent l'établir eux-mêmes, sur papier libre. Pour une somme supérieure, ils doivent se tourner vers un notaire pour faire établir un Acte de notoriété ayant un coût de 57,69€ HT (69,23 € TTC).
Le plus souvent, il y a besoin de la justification de la nationalité française du défunt, d'une copie intégrale de l'acte de décès du défunt, d'une copie intégrale de l'acte de naissance du défunt, du livret de famille du défunt, du livret de famille du demandeur ou une pièce d'identité, d'un justificatif des organismes demandeurs (caisse d'épargne, banque…).